# Operacja Baytown
Operacja Baytown – aliancka operacja desantowa w południowych Włoszech, która odbyła się 3 września 1943 roku. Polegała na lądowaniu XIII. Korpusu Armijnego z 8 armii brytyjskiej w Kalabrii w rejonie miasta Reggio di Calabria.
3 września o godz. 5:00 brytyjska 5 Dywizja Piechoty i kanadyjska 1 Dywizja Piechoty (ze składu 8 Armii) wylądowały na pustej plaży wolnej od min i zasieków. Przed zapadnięciem zmroku posunęły się już o 8 km w głąb lądu. 10 września Bernard Law Montgomery dotarł z 8 Armią brytyjską do linii Pizzo – Catanzaro i nawiązał łączność z oddziałami 5 Armii amerykańskiej.
Po tej operacji nastąpiły kolejne desanty morskie we Włoszech (obie 9 września): operacja Slapstick w Tarencie i główna operacja Avalanche pod Salerno.